# The Times They Are a-Changin' (nummer)
The Times They Are a-Changin' is een nummer van de Amerikaanse muzikant Bob Dylan. Het nummer werd uitgebracht op zijn gelijknamige album uit 1964. Op 8 maart 1965 werd het nummer uitgebracht als de enige single van het album.

## Achtergrond
"The Times They Are a-Changin'" is geschreven door Dylan in september en oktober 1963. Hij schreef het in een poging om een lied te creëren dat de verandering van het moment weer zou geven. In 1985 vertelde Dylan hierover: "Dit was duidelijk een nummer met een doel. Het was natuurlijk geïnspireerd door de Ierse en Schotse ballades... 'Come All Ye Bold Highway Men', 'Come All Ye Tender Hearted Maidens'. Ik wilde een groot nummer schrijven, met korte, beknopte coupletten die elkaar opvolgden in op een hypnotische manier. De mensenrechtenorganisatie en de folkmuziek lagen al een tijdje dicht bij elkaar en kwamen op dat moment samen." Een vroege demo van het nummer verscheen in 1991 op het compilatiealbum The Bootleg Series Volumes 1–3 (Rare & Unreleased) 1961–1991. Twee versies van het nummer werden opgenomen op 23 en 24 oktober, waarvan de tweede versie uiteindelijk op het album verscheen.
De single "The Times They Are a-Changin'" betekende de eerste notering van Dylan in de singleshitlijsten. In het Verenigd Koninkrijk kwam het nummer tot de negende plaats. In Nederland en België werd het nummer uitgebracht als een dubbele A-kant met het nummer "Subterranean Homesick Blues" en bereikte het respectievelijk de 26e en de 44e plaats in de Top 40 en de Waalse Ultratop 50.
"The Times They Are a-Changin'" is gecoverd door onder meer Nina Simone, The Byrds, The Seekers, Peter, Paul and Mary, Simon & Garfunkel, Runrig, The Beach Boys, Joan Baez, Phil Collins, Billy Joel en Bruce Springsteen. Boudewijn de Groot nam een Nederlandse versie van het nummer op onder de titel "Er komen andere tijden". In 2004 zette het tijdschrift Rolling Stone het nummer op de 59e plaats in hun lijst The 500 Greatest Songs of All Time. Tevens is het opgenomen in de Rock and Roll Hall of Fame-lijst "The 500 Songs That Shaped Rock and Roll".

## Hitnoteringen

### Nederlandse Top 40
| Hitnotering: 22-05-1965 t/m 17-07-1965 | Hitnotering: 22-05-1965 t/m 17-07-1965 | Hitnotering: 22-05-1965 t/m 17-07-1965 | Hitnotering: 22-05-1965 t/m 17-07-1965 | Hitnotering: 22-05-1965 t/m 17-07-1965 | Hitnotering: 22-05-1965 t/m 17-07-1965 | Hitnotering: 22-05-1965 t/m 17-07-1965 | Hitnotering: 22-05-1965 t/m 17-07-1965 | Hitnotering: 22-05-1965 t/m 17-07-1965 | Hitnotering: 22-05-1965 t/m 17-07-1965 | Hitnotering: 22-05-1965 t/m 17-07-1965 |
| Week                                   | 1                                      | 2                                      | 3                                      | 4                                      | 5                                      | 6                                      | 7                                      | 8                                      | 9                                      |                                        |
| -------------------------------------- | -------------------------------------- | -------------------------------------- | -------------------------------------- | -------------------------------------- | -------------------------------------- | -------------------------------------- | -------------------------------------- | -------------------------------------- | -------------------------------------- | -------------------------------------- |
| Positie                                | 39                                     | 38                                     | 27                                     | 28                                     | 27                                     | 28                                     | 32                                     | 27                                     | 26                                     | uit                                    |

### NPO Radio 2 Top 2000
| Nummer met noteringen in de NPO Radio 2 Top 2000 | '99 | '00 | '01 | '02 | '03 | '04 | '05 | '06 | '07 | '08 | '09 | '10 | '11 | '12 | '13 | '14 | '15 | '16 | '17 | '18 | '19  | '20 | '21  | '22  | '23  | '24  |
| ------------------------------------------------ | --- | --- | --- | --- | --- | --- | --- | --- | --- | --- | --- | --- | --- | --- | --- | --- | --- | --- | --- | --- | ---- | --- | ---- | ---- | ---- | ---- |
| The Times They Are a-Changin'                    | 291 | 410 | 555 | 563 | 699 | 557 | 617 | 539 | 420 | 519 | 492 | 462 | 494 | 547 | 469 | 709 | 644 | 666 | 712 | 750 | 1034 | 965 | 1045 | 1324 | 1382 | 1360 |

1. ↑  Een vetgedrukt getal geeft de hoogste notering aan.